# غارلاسكو (بافيا)
غارلاسكو (بالإيطالية: Garlasco)‏ هي بلدة تقع في مقاطعة بافيا بإقليم لومبارديا في شمال إيطاليا. تبلغ مساحة هذه المدينة 39 (كم²)، وترتفع عن سطح البحر 93 م، بلغ عدد سكانها 9343 نسمة في عام 2004 حسب إحصاء المعهد الوطني للإحصاء.

## السكان
في سنة 1861 بلغ عدد السكان 6٬602 نسمة، وتطور العدد ليصل في سنة 2011 لـ 9٬791 نسمة.
يظهر هذا المخطط البياني تطور النمو السكاني لـ غارلاسكو (بافيا)

## أعلام
- لويجي برونيللا

## وصلات خارجية
- الموقع الرسمي